# Othe
Othe település Franciaországban, Meurthe-et-Moselle megyében. Lakosainak száma 39 fő (2022. január 1.). Othe Bazeilles-sur-Othain, Flassigny és Velosnes községekkel határos.

## Népesség
A település népességének változása:
| Lakosok száma | 29   | 16   | 25   | 33   | 30   | 31   | 33   | 38   | 39   | 39   |
|               | 1968 | 1982 | 1990 | 2006 | 2013 | 2015 | 2017 | 2019 | 2020 | 2022 |